# Moacir Lopes
Moacir Lopes foi um político brasileiro do estado de Minas Gerais. 
Foi eleito deputado estadual de Minas Gerais para a 7ª legislatura (1971 - 1975)
, mas renunciou em 28 de janeiro de 1973, para tomar posse como Prefeito Municipal de Montes Claros,  sendo substituído por Humberto Guimarães Souto.
Moacir Lopes foi também deputado federal por Minas Gerais.